# 色彩同步实用工具
色彩同步实用工具（ColorSync Utility）是苹果电脑公司出品的Mac OS X操作系统中的一个系统工具，用于进行设备的色彩管理。用户的各种设备，包括扫描仪、数码相机、显示器和打印机等等，通过Mac OS X 中的设备注册数据库实现统一管理。设备一连接到系统，至少一个成像设备的配置文件就由设备注册数据库进行自动登记。设备注册数据库中的文件可以被数字工作流程中的程序识别并使用。

另外这个工具还包括一个内部计算器，可以将色彩在RGB, CMYK和一些其他色彩系统之间转换，还提供“拾色器”界面，让用户在屏幕上选取颜色。